# 精膳清吏司
精膳清吏司，礼部官署名称。
明朝洪武二十九年（1396年）改膳部为精膳清吏司。管理宴飨、牲豆、酒膳。设郎中一人，员外郎一人，主事一人，南京礼部精膳清吏司设郎中一人。清朝顺治元年（1644年），沿置精膳清吏司，设郎中二人，满洲一人，汉族一人；满洲员外郎一人；主事三人，宗室一人，满洲一人，汉族一人。以及笔帖式、经承若干人。掌管祭祀供物、赏恤牛羊和本部机构用银题销。下设勘合科、俸粮科、下程科、厨役科、火房，分别办理各项事宜。光绪三十二年（1906年），光禄寺并入精膳清吏司，改为光禄清吏司，宣统三年（1911年）改属典礼院。